# Осиков
Осиков (слч. Osikov) насељено је мјесто са административним статусом сеоске општине (слч. obec) у округу Бардјејов, у Прешовском крају, Словачка Република.

## Становништво
| Година:    | 1994. | 2004.   | 2014.   | 2024.   |
| ---------- | ----- | ------- | ------- | ------- |
| Број људи: | 864   | 920     | 998     | 1028    |
| Разлика:   |       | +6,48 % | +8,47 % | +3,00 % |

| Година:    | 2023. | 2024.   |
| ---------- | ----- | ------- |
| Број људи: | 1020  | 1028    |
| Разлика:   |       | +0,78 % |

Према подацима о броју становника из 2024. године насеље је имало 1028 становника.